# اورلین مازل
اورلین مازل (انگلیسی: Aurélien Mazel؛ زادهٔ ۲۴ نوامبر ۱۹۸۲) بازیکن فوتبال اهل فرانسه است.
از باشگاه‌هایی که در آن بازی کرده‌است می‌توان به باشگاه فوتبال کن، باشگاه فوتبال اوستنده، و باشگاه فوتبال تولوز اشاره کرد.